# Coppa di Francia 1920-1921
La Coppa di Francia 1920-1921 fu la quarta edizione della competizione. Iniziò il 19 settembre 1920 e terminò il 24 aprile 1921.

## Turno preliminare
19 settembre 1920
| Squadra 1                                  | Risultato | Squadra 2                |
| AS Mulhouse (Alsace)                       | 1 - 2     | SC Sélestat (Alsace)     |
| OSC Boulonnais (Nord)                      | 5 - 0     | ACA Roubaix Club (Nord)  |
| Montpellier (Sud-Est / (1 série Languedoc) | 2 - 0     | Castres Olympique (Midi) |

## Secondo turno preliminare
3 ottobre 1920
| Squadra 1                         | Risultato | Squadra 2                                      |
| FC Dieppe (Normandie)             | 5 - 2     | US Fécamp (Normandie)                          |
| SA Provençaux (DH Sud-Est)        | 3 - 0     | International de Nice (Sud-Est)                |
| Stade Raphaëlois (Sud-Est)        | 3 - 1     | SC Marseille (Sud-Est)                         |
| Calais RUFC (Nord)                | 6 - 1     | Paris UC                                       |
| Roubaix (Nord)                    | 4 - 0     | SC Calais (Nord)                               |
| Tourcoing (Nord)                  | 4 - 1     | SC Caudry (Nord)                               |
| Stade Français (Paris)            | 3 - 1     | Boulogne (Nord)                                |
| CA Vitry (Paris)                  | 6 - 1     | ES Romilly (Nord-Est)                          |
| RC France (Paris)                 | 7 - 0     | FC Mohonais (Nord-Est)                         |
| SC Choisy-le-Roi (Paris)          | 3 - 0     | US Quevilly (Normandie)                        |
| JA Saint-Ouen (Paris)             | 3 - 1     | Stade roubaisien (Nord))                       |
| AS Strasbourg (Alsace)            | 2 - 1     | Bischwiller (Alsace)                           |
| Laval (Ouest)                     | 2 - 1     | UA Internationale (Paris)                      |
| Stade Havrais (Normandie)         | 2 - 1     | CO Billancourt (Paris)                         |
| CS Rennais (Ouest)                | 4 - 2     | CS Jean-Bouin Angers (Ouest)                   |
| Olympique Lillois (Nord)          | 3 - 1     | RC Arras (Nord)                                |
| VGA du Médoc (Sud-Ouest)          | 5 - 1     | SC Angoulême (Centre-Ouest)                    |
| Section Burdigalienne (Sud-Ouest) | 3 - 1     | Stade toulousain (Midi)                        |
| SC Bastidienne (Sud-Ouest)        | 0* - 2*   | Bordeaux AC (Sud-Ouest)                        |
| Stade Bordelais (Sud-Ouest)       | 2 - 0     | Sporting Bordeaux (Sud-Ouest)                  |
| AS Amicale (Paris)                | 9 - 0     | AS Sèvres (Paris)                              |
| CASG Paris (Paris)                | ? - ?     | AS Remiremont (Lorraine)                       |
| AS française (Paris)              | 4 - 2     | CA Ivry (Paris)                                |
| US Suisse (Paris)                 | 11 - 1    | UA Chantier (Paris)                            |
| Montpellier (DH Sud-Est)          | 3 - 2     | SC Nimes (Sud-Est / 1re série Languedoc)       |
| Cette (DH Sud-Est)                | 9 - 0     | SC Montpellier (Sud-Est / 1re série Languedoc) |
| Garenne-Colombes (D3 Paris)       | 2 - 1     | USA Clichy (D1 Paris)                          |
| US Le Mans (Ouest)                | 3 - 1     | Rennes (Ouest)                                 |

- *a tavolino

## Trentaduesimi
7 novembre 1920.
| Squadra 1                               | Risultato | Squadra 2                                |
| Red Star (D1 Paris)                     | 6 - 0     | Lutetia SC (D3 Paris)                    |
| O. Parigi (D1 Paris)                    | 9 - 0     | VS Sens (DH Franche-Comté/Bourgogne)     |
| RC France (D1 Paris)                    | 6 - 0     | Forbach (DH Lorraine)                    |
| Tourcoing (DH Nord)                     | 5 - 0     | SC Choisy-le-Roi (D2 Paris)              |
| Cannes (DH Sud-Est)                     | 1 - 0     | Olympique Marsiglia (DH Sud-Est)         |
| CA Paris (D1 Paris)                     | 5 - 1     | Raincy Sports (D2 Paris)                 |
| US Suisse Paris (D2 Paris)              | 2 - 1     | Olympique Lillois (DH Nord)              |
| Calais RUFC (DH Nord)                   | 3 - 1     | AS Amicale (D2 Paris)                    |
| US Belfort (DH Franche-Comté/Bourgogne) | 6 - 0     | CN Lyon (DH Lyonnais)                    |
| Cette (DH Sud-Est)                      | 5 - 2     | Section Burdigalienne (DH Sud-Ouest)     |
| Rouen (DH Normandie)                    | 4 - 1     | Cherbourg (DH Normandie)                 |
| AS Française (D2 Paris)                 | 2 - 0     | Strasburgo (DH Alsace)                   |
| JA Saint-Ouen (D2 Paris)                | 3 - 1     | SC Tourcoing (DH Nord)                   |
| US Servranaise (DH Ouest)               | 5 - 0     | Angers (PH Ouest)                        |
| Garenne-Colombes (D3 Paris)             | 2 - 0     | Roubaix (DH Nord)                        |
| CASG (D1 Paris)                         | 3 - 0     | AS Cheminots Rennes (DH Ouest)           |
| Stade Briochin (DH Ouest)               | 1 - 0     | Laval (DH Ouest)                         |
| AS Strasburgo (DH Alsace)               | 7 - 0     | FC Thonon (PH Lyonnais)                  |
| Stade Bordelais (DH Sud-Ouest)          | 4 - 2     | Club Français (D1 Paris)                 |
| Stade Français (D2 Paris)               | 5 - 0     | AVS Auxerre (DH Franche-Comté/Bourgogne) |
| Montpellier (DH Sud-Est)                | 2 - 2     | Stade Raphaëlois (Sud-Est)               |
| Montpellier (DH Sud-Est)                | 1 - 0     | Stade Raphaëlois (Sud-Est)               |
| FC Lyon (DH Lyonnais)                   | 3 - 2     | SA Provenceaux (DH Sud-Est)              |
| Stade Havrais (DH Normandie)            | 2 - 1     | CA Rosaire (D3 Paris)                    |
| FEC Levallois (D1 Paris)                | 5 - 0     | AS Creil (PH Nord)                       |
| CS des Terreaux (DH Lyonnais)           | 5 - 2     | SC Sélestat (DH Alsace)                  |
| Bordeaux AC (DH Sud-Ouest)              | 1 - 0     | US Le Mans (PH Ouest)                    |
| CA Messin (DH Lorraine)                 | 5 - 3     | Olympique Lione (DH Lyonnais)            |
| OSC Boulogne (DH Nord)                  | 6 - 1     | Club des X (D4 Paris)                    |
| Le Havre (DH Normandie)                 | 3 - 1     | Gallia Club Paris (D2 Paris)             |
| Armoricaine de Brest (DH Ouest)         | 1 - 0     | CS Rennais (DH Ouest)                    |
| VGA Médoc (DH Sud-Ouest)                | 4 - 0     | Stade Nantais UC (PH Ouest)              |
| FC Dieppe (DH Normandie)                | 2 - 0     | CA Vitry (D1 Paris)                      |

## Sedicesimi
5 dicembre 1920.
| Squadra 1                               | Risultato | Squadra 2                       |
| Red Star (D1 Paris)                     | 3 - 1     | Stade Briochin (DH Ouest)       |
| O. Parigi (D1 Paris)                    | 2 - 0     | AS Strasburgo (DH Alsace)       |
| RC France (D1 Paris)                    | 4 - 0     | Stade Bordelais (DH Sud-Ouest)  |
| Tourcoing (DH Nord)                     | 1 - 0     | Stade Français (D2 Paris)       |
| Cannes (DH Sud-Est)                     | 3 - 2     | Montpellier (DH Sud-Est)        |
| CA Paris (D1 Paris)                     | 5 - 1     | FC Lyon (DH Lyonnais)           |
| US Suisse Paris (D2 Paris)              | 3 - 2     | Stade Havrais (DH Normandie)    |
| Calais RUFC (DH Nord)                   | 2 - 1     | FEC Levallois (D1 Paris)        |
| US Belfort (DH Franche-Comté/Bourgogne) | 2 - 1     | CS des Terreaux (DH Lyonnais)   |
| Cette (DH Sud-Est)                      | 4 - 0     | Bordeaux AC (DH Sud-Ouest)      |
| Rouen (DH Normandie)                    | 4 - 1     | CA Messin (DH Lorraine)         |
| AS Française (D2 Paris)                 | 5 - 1     | OSC Boulogne (DH Nord)          |
| JA Saint-Ouen (D2 Paris)                | 2 - 1     | Le Havre (DH Normandie)         |
| US Servranaise (DH Ouest)               | 6 - 0     | Armoricaine de Brest (DH Ouest) |
| Garenne-Colombes (D3 Paris)             | 6 - 0     | VGA Médoc (DH Sud-Ouest)        |
| CASG (D1 Paris)                         | 2 - 0     | FC Dieppe (DH Normandie)        |

## Ottavi
9 gennaio 1921.
| Squadra 1                  | Risultato | Squadra 2                               |
| Red Star (D1 Paris)        | 3 - 0     | US Belfort (DH Franche-Comté/Bourgogne) |
| O. Parigi (D1 Paris)       | 2 - 0     | Cette (DH Sud-Est)                      |
| RC France (D1 Paris)       | 4 - 1     | Rouen (DH Normandie)                    |
| Tourcoing (DH Nord)        | 2 - 1     | AS Française (D2 Paris)                 |
| Cannes (DH Sud-Est)        | 6 - 4     | JA Saint-Ouen (D2 Paris)                |
| CA Paris (D1 Paris)        | 3 - 1     | US Servranaise (DH Ouest)               |
| US Suisse Paris (D2 Paris) | 2 - 0     | Garenne-Colombes (D3 Paris)             |
| Calais RUFC (DH Nord)      | 3 - 2     | CASG (D1 Paris)                         |

## Quarti
13 marzo 1921.
| Squadra 1            | Risultato | Squadra 2                  |
| Red Star (D1 Paris)  | 4 - 0     | Cannes (DH Sud-Est)        |
| O. Parigi (D1 Paris) | 2 - 1     | CA Paris (D1 Paris)        |
| RC France (D1 Paris) | 4 - 2     | US Suisse Paris (D2 Paris) |
| Tourcoing (DH Nord)  | 2 - 0     | Calais RUFC (DH Nord)      |

## Semifinali
3 aprile 1921
| Squadra 1            | Risultato  | Squadra 2            |
| Red Star (D1 Paris)  | 4 - 3      | RC France (D1 Paris) |
| O. Parigi (D1 Paris) | 3 - 2 a.p. | Tourcoing (DH Nord)  |

### Finale
| Squadre            | Red Star - O. Parigi |
| Risultato          | 2-1 |
| Data               | 24 aprile 1921 |
| Stadio             | Stade Pershing, Parigi |
| Arbitro            | Marcel Slawick |
| Reti               | 1-0. 53 Clavel ; 2-0. 77 Naudin ; 2-1. 78 Landauer. |
| Red Star           | Pierre Chayriguès, Maurice Meyer, Lucien Gamblin (cap.), Raoul Marion, François Hugues, Philippe Bonnardel, Émile Bourdin, Juste Brouzes, Paul Nicolas, Marcel Naudin, Robert Clavel Allenatore : x |
| Olympique de Paris | Maurice Cottenet, Eugène Langenove, Jules Huysmans, Paul Baron, Antoine Parachini, Georges Haas, Jules Dewaquez, Antoine Rouches, Paul Landauer, Louis Darques (cap.), Henri Rebut Allenatore : x   |